# Kaštel Žegarski
Kaštel Žegarski (in italiano Castel di Zegara, desueto) è una frazione della città di Obrovazzo, in Croazia.

## Storia
Il villaggio è citato per la prima volta nel 1582 (Xegar) quando venne devastato dai terribili pirati Uscocchi, provenienti dalla città di Segna. Successivamente, la località venne fortificata dai Veneziani e prese la denominazione attuale di Kaštel Žegarski.